# Алексеев, Степан Иванович
Степа́н Ива́нович Алексе́ев (1930, Ленинск-Кузнецкий район — 10 июня 2002, Ленинск-Кузнецкий район, Кемеровская область) — комбайнёр совхоза «Ново-Ивановский» Ленинск-Кузнецкого района Кемеровской области, Герой Социалистического Труда (1973).

## Биография
Родился в 1930 году в селе Ильинка (Ленинск-Кузнецкий район, Кемеровская область).
Во время Великой Отечественной войны (в 1942 году) работал в колхозе, убирал сено. Окончил курсы трактористов, с 1946 года работал по специальности в совхозе «Ново-Ивановский» Ленинск-Кузнецкого района. В 1960-е годы на отремонтированном им комбайне СК-3 за смену укладывал пшеницу в валки на 45—50 гектарах при норме 17 гектаров.
Указом Президиума Верховного Совета СССР от 11 декабря 1973 года «за большие успехи, достигнутые во Всесоюзном социалистическом соревновании и проявленную трудовую доблесть в выполнении принятых обязательств по увеличению производства и продажи государству зерна, других продуктов земледелия», удостоен звания Героя Социалистического Труда с вручением ордена Ленина и золотой медали «Серп и Молот».
С 1990 года на пенсии. Жил[когда?] в Кемерове.

## Награды
Награждён орденами Ленина (11.12.1973), Трудового Красного Знамени, медалями.